# عبد الله محمد علي نعمة

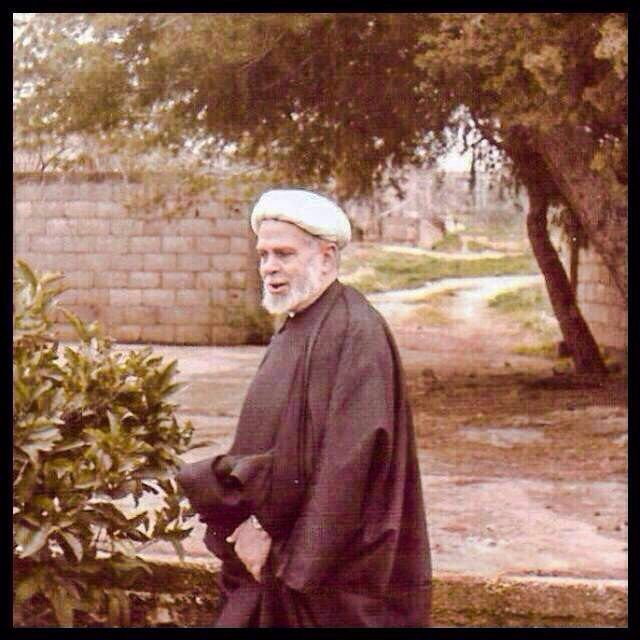
العلامة القاضي الشيخ عبدالله نعمة

عالم وشاعر وأديب ورئيس المحاكم الجعفرية في لبنان.

## نسبه
هو الشيخ عبد الله بن الشيخ محمد علي نعمة بن الشيخ يحيى بن الحاج عطوي بن الشيخ يحيى بن الشيخ حسين نعمة بن الشيخ عبد الله الأول بن علي بن نعمة المشطوب العاملي الخزرجي الوشاحي الجبعي ، وهو غير الشيخ عبد الله نعمة الكبير صاحب مدرسة جباع.
أخوه العلامة القاضي الشيخ عبد الحسين نعمة.

## ولادته ونشأته
ولد في العام 1916 ميلادي، في النجف الاشرف حيث كان والده مقيما للدراسة هناك.
عاد والده إلى بلدته حبّوش العاملية، فنشأ في هذه القرية ودرس علومه الابتدائية في النبطية ثم انتقل إلى صيدا ودرس في مدرسة المقاصد.

## دراسته
في العام 1933 ميلادي هاجر إلى النجف مكان ولادته لمتابعة دروسة الدينية والإسلامية. فدرس على كبار المراجع العظام كالسيد الحمامي والسيد الشاهرودي والسيد الحكيم والسيد محمود المرعشي والسيد الخوئي
ومكث في النجف ما يقارب (17) عاما فنال درجة الاجتهاد من كبار علمائها.
وفي العام 1950 ميلادي عاد إلى جبل عامل.

## عمله
في العام 1951 ميلادي عيّن قاضيا في سلك القضاء الشرعي الجعفري في لبنان، وتنقل في عمله هذا بين بيروت وطرابلس وصور والنبطية. وقد تولى رئاسة المحاكم لفترة من الزمن.

## مؤلفاته
كتب سلسلة مقالات في مجلة العرفان بعنوان «الله والفطرة». إضافة إلى ذلك له عدد من المؤلفات في التاريخ والأدب والقضاء، كما عمل على تحقيق كتب علمية أخرى. ومن كتبه:
1. سياسة الخلفاء الراشدين في الموازين النفسية
2. الأدب في ظل التشيع
3. فلاسفة الشيعة
4. مصادر نهج البلاغة
5. روح التشيّع
6. اعيان ال نعمة(مخطوطء)
7. تقريرات السيد الحمامي(مخطوطء)
8. شرح العروة الوثقى (خرج منها إلى اخر الخمس، مخطوط)
9. ملحق أمل الآمل (مخطوط)
10. أثر القران في الفلسفة (مخطوط)
11. ديوان شعري مخطوط يحوي (3000) بيتا بعنوان: الأمواج الباكية
12. هشام بن الحكم أستاذ القرن الثاني في الكلام والمناظرة
13. الادلة الجلية في شرح الفصول النصيرية
14. دليل القضاء الجعفري
15. عقيدتنا في الخالق والنبوة والآخرة
16. تحقيق كتاب (كنز الفوائد- للكراجكي)

## وفاته
توفي في العام 1994 ميلادي في بلدته حبوش ودفن فيها في النادي الحسيني إلى جانب قبر ابيه